# 静岡県立三ケ日青年の家
静岡県立三ケ日青年の家（しずおかけんりつみっかびせいねんのいえ、Mikkabi Youth Center）は、静岡県浜松市浜名区三ヶ日町都筑に位置する社会教育施設。

## 概要
1961年5月27日、県立の青年の家として開所した。旧引佐郡三ケ日町の浜名湖畔に建てられた。浜名湖を一望する雄大な自然環境の中で、野外活動や共同生活をとおして、青少年の健全育成を図ることを目的とする。
1974年から、当施設の主要なプログラムである「カッター訓練」が開始された。1976年度の利用人数（研修延べ人数）は25,796人だった。
1991年5月、ログハウス5棟を有する宿泊定員200人の宿泊研修施設とヨットハーバーや艇庫を備えた新施設が完成した。
2005年7月1日、三ケ日町など2市8町1村が浜松市に編入され、施設の住所は浜松市となった。
2010年4月1日、静岡県立三ケ日青年の家は指定管理者制度を導入。小学館集英社プロダクションが指定管理者となった。ダイビングインストラクターの資格をもつ同社の業務委託社員が所長に就任した。
同年6月17日、豊橋市立章南中学校の1年生94人と引率教員6人は、2泊3日の自然体験学習に取り組むため、三ケ日青年の家に入所した。翌18日、ボート訓練中、20人が乗ったカッターボートが転覆。この事故により1年生の女子生徒が死亡した。2013年2月12日、静岡県警察は三ケ日青年の家の元所長ら関係者計6人を業務上過失致死の疑いで書類送検した。2015年11月18日、静岡地方裁判所は元所長に禁錮1年6月、執行猶予3年の判決を下した。中学校側の過失は認められなかった。
2014年4月1日、指定管理者が三ケ日フィールドパートナーズ（構成企業：株式会社ヤタロー、株式会社東急コミュニティー・シップマン）に変わった。
2016年4月から海洋活動が再開された。ボートの老朽化や児童・生徒らの体力低下を理由に、2024年度限りでカッターボートの運用が廃止された。2025年4月以降の海洋活動はダブルハルカヌーが使用されることとなった。

## アクセス
- バス。浜松駅前バスターミナル15番「三ヶ日行」乗車、「都筑」下車、徒歩15分。
- 天竜浜名湖鉄道。
  - 「掛川」乗車、「東都筑」下車、徒歩20分。
  - 「新所原」乗車、「東都筑」下車、徒歩20分。